# Кульчукай
Кульчукай (каз. Құлшықай) — село в Мендыкаринском районе Костанайской области Казахстана. Входит в состав Каракогинского сельского округа. Код КАТО — 395649600.

## Население
В 1999 году население села составляло 232 человека (104 мужчины и 128 женщин). По данным переписи 2009 года, в селе проживало 308 человек (142 мужчины и 166 женщин). По данным переписи 2021 года, в селе проживало 148 человек (77 мужчин и 71 женщина).